# Seleção Brasileira de Futsal Feminino
A Seleção Brasileira de Futsal Feminino é a seleção oficial de futebol de salão feminino do Brasil, e que tem como unidade organizadora a Confederação Brasileira de Futsal (CBFS), criada em 15 de julho de 1979.
Ao longo da história, a equipe brasileira de futsal feminino se destacou como uma das mais poderosas e vitoriosas do cenário mundial nessa modalidade esportiva.

## Títulos
| MUNDIAIS     | MUNDIAIS                           | MUNDIAIS | MUNDIAIS                                        |
|              | Competição                         | Títulos  | Temporadas                                      |
| ------------ | ---------------------------------- | -------- | ----------------------------------------------- |
|              | Torneio Mundial de Futsal Feminino | 6        | 2010, 2011, 2012, 2013, 2014 e 2015             |
| CONTINENTAIS |                                    |          |                                                 |
|              | Competição                         | Títulos  | Temporadas                                      |
|              | Copa América de Futsal Feminino    | 8        | 2005, 2007, 2009, 2011, 2017, 2019, 2023 e 2025 |

### Outros
- Grand Prix de Futsal: (1) 2019[1]
- Torneio Internacional Xanxerê Futsal Feminino: (1) 2023

### Seleções de base
- Campeonato Sul-Americano Feminino Sub-20: (3) 2016, 2018 e 2022

## Estatísticas

### Torneio Mundial
| 2010  | Campeão |
| 2011  | Campeão |
| 2012  | Campeão |
| 2013  | Campeão |
| 2014  | Campeão |
| 2015  | Campeão |
| Total | 6/6     |

### Copa América
| 2005  | Campeão |
| 2007  | Campeão |
| 2009  | Campeão |
| 2011  | Campeão |
| 2015  | —       |
| 2017  | Campeão |
| 2019  | Campeão |
| 2023  | Campeão |
| 2025  | Campeão |
| Total | 8/9     |

## Elenco atual
A convocação das jogadoras abaixo relacionadas ocorreu para participarem da Copa das Nações em Xanxerê, realizado em maio de 2023.
| Nome          | Posição   | Clube             |
| ------------- | --------- | ----------------- |
| Julia         | Goleira   | Stein Cascavel    |
| Desiree       | Goleira   | Taboão/Magnus     |
| Regiane       | Goleira   | Leoas da Serra    |
| Cilene        | Fixa      | Burela            |
| Camila        | Fixa      | Stein Cascavel    |
| Bruna         | Fixa      | Londrina          |
| Luana         | Ala       | Taboão/Magnus     |
| Emily         | Ala       | Burela            |
| Gi Portes     | Ala       | Female/Unochapecó |
| Tais          | Ala       | Stein Cascavel    |
| Janaina Godoi | Ala       | São José          |
| Jaque Nunes   | Ala       | Stein Cascavel    |
| Ariane        | Pivô      | Futsi Madrid      |
| Natalinha     | Pivô      | Taboão/Magnus     |
| Lívia         | Pivô      | Taboão/Magnus     |
| Wilson Saboia | Treinador | —                 |